# Sačin Tendulkar
Sačin Tendulkar (v maráthštině सचिन तेंडुलकर, * 24. dubna 1973 Bombaj) je bývalý indický hráč kriketu. Nastupoval za městský výběr Bombaje, který od roku 2008 hraje Indian Premier League pod názvem Mumbai Indians. V indické kriketové reprezentaci debutoval roku 1989 jako šestnáctiletý, šestkrát startoval na mistrovství světa v kriketu a v roce 2011 dovedl svůj tým k mistrovskému titulu.
Je pokládán za jednoho z nejlepších kriketových pálkařů všech dob a má přezdívku „Bůh kriketu“. Je držitelem historického rekordu, když zaznamenal v kariéře sto centuries (sto přeběhů za směnu) a 34 357 přeběhů celkově. V roce 2010 obdržel Sir Garfield Sobers Trophy pro nejlepšího kriketistu roku.
V roce 1994 obdržel indickou sportovní cenu Ardžuna a v roce 2008 druhé nejvyšší státní vyznamenání Padma Vibhušan. V roce 2013 mu byl jako prvnímu sportovci v historii udělen řád Bharat Ratna. Mezi lety 2012–2018 byl členem horní komory indického parlamentu, jako jeden ze 12 zákonodárců nominovaných prezidentem. Během tohoto období byl kritizován za sporadickou účast na zasedáních a pasivitu. Honorář a příspěvky na výdaje věnoval premiérskému fondu obnovy.
V listopadu 2013 oznámil ukončení sportovní kariéry.